# Ilmenslovenen
De Slovenen ofwel Ilmenslovenen, ook wel Ilmenslaven (Russisch: Словене, Slovene of Ильменские словене, Ilmenskieje slovene) waren de meest noordelijke stam van de vroege Oostelijke Slaven, die in de 8e tot 10e eeuw aan de oevers van het Ilmenmeer en het stroomgebied van de Volchov, Lovat, Msta, en de bovenloop van de Mologa woonden. Hun taal, het Oudnovgorods, is voornamelijk overgeleverd in de vorm van berkenbastteksten en wijkt op een aantal zeer opvallende punten af van andere Oudrussische taalvarianten. De Slovenen vestigden zich meestal in de Oostzee-Finse gebieden van Noord-Rusland, zich langs de grote rivieren verspreidend tot ze in de huidige Oblast Jaroslavl op de zich noordwaarts uitbreidende Krivitsjen stootten.

## Vondsten
In de omgeving van Novgorod worden een aantal archeologische vondsten, zoals de hoge kegel-achtige grafheuvels met gecremeerde lichamen van de Novgorodse grafheuvelcultuur, en landbouwnederzettingen aan hen toegewezen. De oudste nederzetting is in de 7e of 8e eeuw gedateerd. Tal van archeologische vondsten, zoals een metalen tip voor een houten ploeg, geven aan dat de Slovenen een goed ontwikkelde landbouw hadden.
Bij Novgorod zijn hun karakteristieke wapens gevonden, zoals stootsperen, knotsen, zwaarden, bogen, werpsperen en zelfs enige strijdhamers. Deze werden gedateerd tot halverwege de 8e eeuw. In de Nestorkroniek wordt het baden van de Slovenen in houten hutten, met zelfgeseling en afwisselende warme en koude baden, als opmerkelijk beschreven. Dat baden heeft een sterke gelijkenis met de huidige Finse sauna.

## Nederzettingen
Omstreeks het jaar 700 bouwden de Slovenen nabij de monding van de Volchov op de site van een ouder Oostzee-Fins fort het Ljoebsja-fort. Na 770 bouwden de Slovenen een nederzetting in Staraja Ladoga. In de 9e eeuw werden hier op grote schaal glazen kralen geproduceerd als handelswaar voor de Finse stammen.
Vanaf de 8e-9e eeuw ontstond aan de Volchov een versterkte nederzetting, die later diende als de residentie van de vorsten van Novgorod. Ook de zuidelijke stad Staraja Roessa werd volgens archaeologische onderzoekingen uiterlijk aan het einde van de negende eeuw gesticht. In de 1e helft van de 10e eeuw is de Sloveense stad Novgorod een belangrijke politiek, ambachtelijk en handelscentrum van het middeleeuwse Rusland geworden. Het land van de Ilmenslovenen werd later het centrum van de Republiek Novgorod.